# 林芳男
林 芳男（はやし よしお、1932年（昭和7年）6月15日 - ）は、日本の政治家・元地方公務員。北海道砂川市出身。北海道滝川市市長（3期）。

## 略歴
1955年北海道大学農学部卒業後に、北海道庁に入庁。1984年同庁林務部次長。1985年同庁日高支庁長。1987年同庁林務部長。その後、北海道木材協会副会長。北海道庁を早期に退官し、1991年滝川市長選に立候補し初当選。以後連続3期。2003年4月26日に引退。國學院大學北海道短期大学部農業政策講座非常勤講師（-2006年）

## 受賞歴
- 林業技術賞（1975年）
- 旭日小綬章（2003年）[3]

## エピソード
北海道庁では、林業政策畑を長年渡り歩き、林学を実践。また、同じ大学の同じ学部出身の上野晃の先輩にあたる。